# Buchwaldoboletus acaulis
Buchwaldoboletus acaulis (Pegler) Both & B. Ortiz – gatunek podstawczaków z rodziny borowikowatych (Boletaceae).

## Systematyka i nazewnictwo
Pozycja w klasyfikacji według Index Fungorum: Buchwaldoboletus, Boletaceae, Boletales, Agaricomycetidae, Agaricomycetes, Agaricomycotina, Basidiomycota, Fungi.
Gatunek ten (jako Pulveroboletus acaulis) został opisany po raz pierwszy przez Davida Peglera w artykule Agaric flora of the Lesser Antilles, opublikowanym w „Kew Bulletin Additional Series” z 1983 r. Do rodzaju Buchwaldoboletus został przeniesiony przez Ernsta Botha i Beatriz Ortiz-Santana w artykule A preliminary survey of the genus Buchwaldoboletus, opublikowanym w „Bulletin of the Buffalo Society of Natural Sciences” z 2011 r.

## Morfologia
Saprotrof rozwijający się w drewnie i wytwarzający owocniki o żółtawych kapeluszach, z oliwkowożółtymi, siniejącymi (do różowo-brązowej barwy) przy uciśnięciu rurkami i siarkowo-żółtymi, niewielkimi porami. Trzon ekscentryczny lub boczny, koloru kapelusza. Miąższ również żółtawy. Bazydiospory 5,5–8 × 2,5–3,5 μm. Podobne owocniki wytwarza Buchwaldoboletus hemichrysus, który jednak ma bardziej wydłużone zarodniki i jest związany wyłącznie z sosnami.